# Royal Academy of Dance
La Royal Academy of Dance (RAD) è una accademia di danza fondata nel 1920 e diffusa a livello internazionale.

## Storia
La Royal Academy of Dance, con sede centrale a Londra, nasce il 31 dicembre 1920 con il nome Association of Operatic Dancing in Great Britain, dalla riunione dei rappresentanti dei cinque maggiori metodi di insegnamento, con il preciso intento di contribuire all'elevazione degli standard di insegnamento.
I membri fondatori furono alcuni artisti dell'epoca, tra i quali: Phillis Bedells, Lucia Cormani, Edouard Espinosa, Adeline Genée, Tamara Platonovna Karsavina e lo scrittore Phillip Richardson.

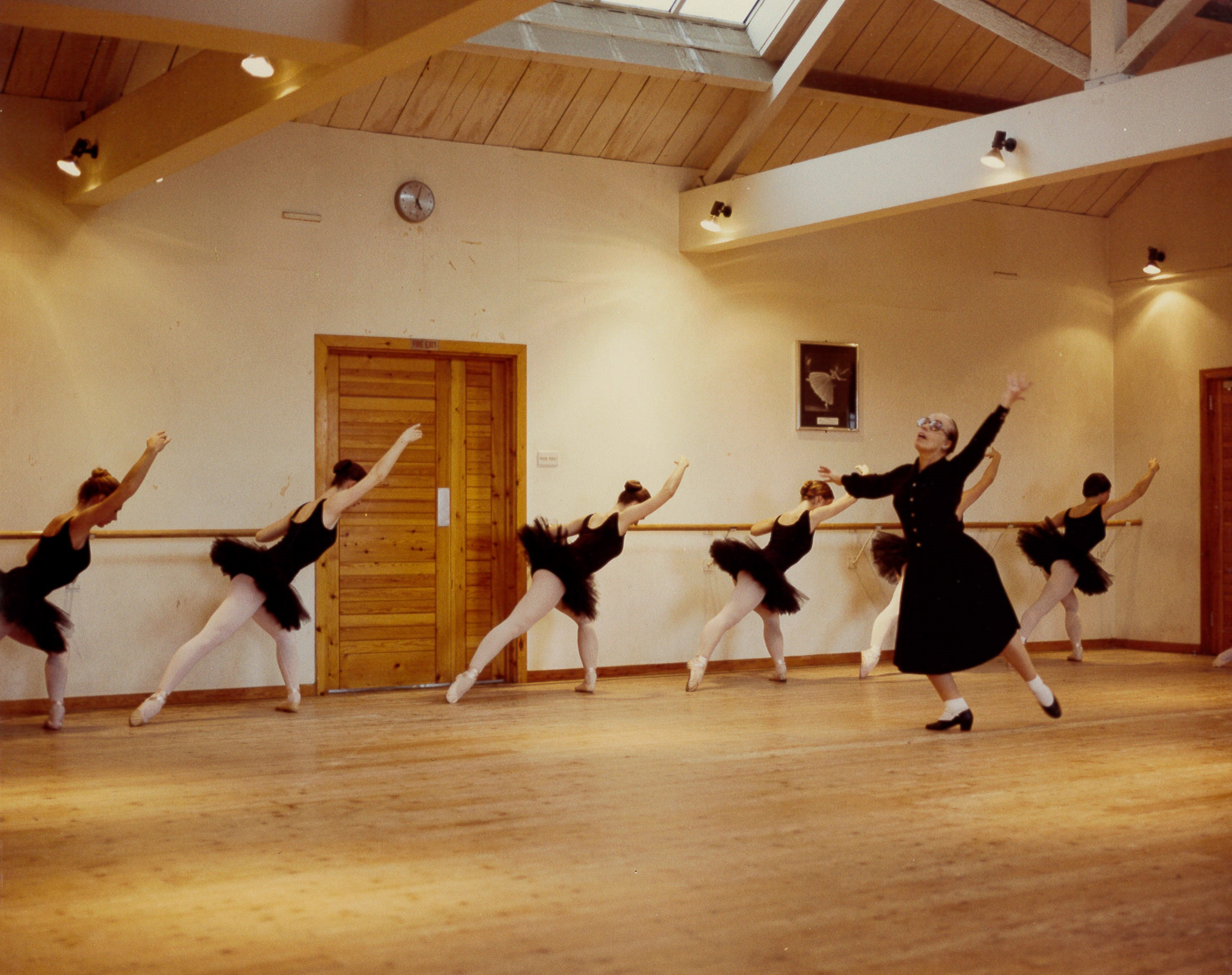
L'australiana Rachel Cameron che tiene una lezione all'accademia (1978)

Nel 1935 divenne la Royal Academy of Dancing, un'associazione a scopo didattico classificata nel Regno Unito quale Ente Morale, che gode del patrocinio di Sua Maestà Britannica, Regina Elisabetta II e che, nel 2000, ha assunto definitivamente il nome di Royal Academy of Dance.

## Esami
La RAD offre programmi d'esame che sono adatti sia a studenti maschi che a studentesse e costituiscono la base del lavoro della RAD. Ogni programma consiste in una serie di esami pratici progressivamente più difficili. I programmi si possono riassumere in due percorsi:
- Esami Gradi (Graded Examination Syllabus)
- Esami Vocational (Vocational Graded Examination Syllabus)

Nel 2009, la RAD ha lanciato i programmi Pre-Primary e Primary che si pongono come lavoro in preparazione degli esami Gradi.

### Esami Gradi
Gli esami gradi, oltre ai livelli Pre-Primary e Primary, sono numerati per livelli da 1 a 8. Ogni grado comprende tecnica classica, movimento creativo e danze di carattere. Il programma è concepito perché lo studente possa progredire da un grado all'altro sviluppando la tecnica ad ogni livello.
- Tecnica classica: è una delle forme di danza più diffuse al mondo. Prende origine delle corti reali italiane del periodo rinascimentale e nel corso di centinaia di anni si è sviluppata in una forma di danza altamente tecnica. Il balletto è il fondamento del lavoro della RAD ed è la parte più importante del Graded Syllabi.
- Movimento creativo: è il termine applicato al movimento degli stili di danza come il movimento naturale, la danza greca contemporanea e classica. La libertà di movimento non deve includere un vocabolario di danza codificato e di solito è un'improvvisazione basata sull'interpretazione degli studenti di un brano musicale o di uno stimolo.
- Danza di carattere: è parte integrante del repertorio del balletto classico. È la rappresentazione stilizzata di una danza popolare tradizionale, normalmente di un paese europeo, e utilizza movimenti e musica che sono stati adattati per il teatro. Il programma RAD utilizza danze di carattere basate sulla danza popolare ungherese, russa e polacca.

Gli studenti che hanno completato il programma potranno sostenere un esame organizzato dalla sede RAD nazionale. L'esame si può svolgere presso lo studio del proprio insegnante o in un luogo idoneo assunto per l'occasione. Durante l'esame gli studenti eseguono il lavoro pertinente al livello studiato in presenza di un esaminatore RAD, che assegna votazioni in base all'esecuzione artistica e tecnica. Ogni candidato che supera l'esame riceve un certificato riportante i propri dati, il livello superato e la votazione. Viene inoltre emesso un rapporto che descrive in dettaglio le votazioni, evidenziando quindi i punti di forza e debolezza dell'allievo. I candidati non selezionati ricevono una relazione e un certificato di partecipazione. Il grado preprimario è concepito per gli studenti più giovani che non sono abbastanza grandi per accedere all'esame primario. Non ci sono esami offerti a questo livello, tuttavia gli studenti possono prendere parte a una lezione di presentazione.
Gli insegnanti possono inoltre iscrivere alle classi dimostrative o classi di presentazione (Demonstration Class o Presentation Class), quegli allievi che non ritengono del tutto pronti a sostenere un esame. Gli studenti si esibiscono per un esaminatore senza essere valutati. Ballano una selezione sintetica di esercizi del grado appropriato e ricevono un certificato di partecipazione, che viene normalmente presentato dall'esaminatore alla fine della lezione.

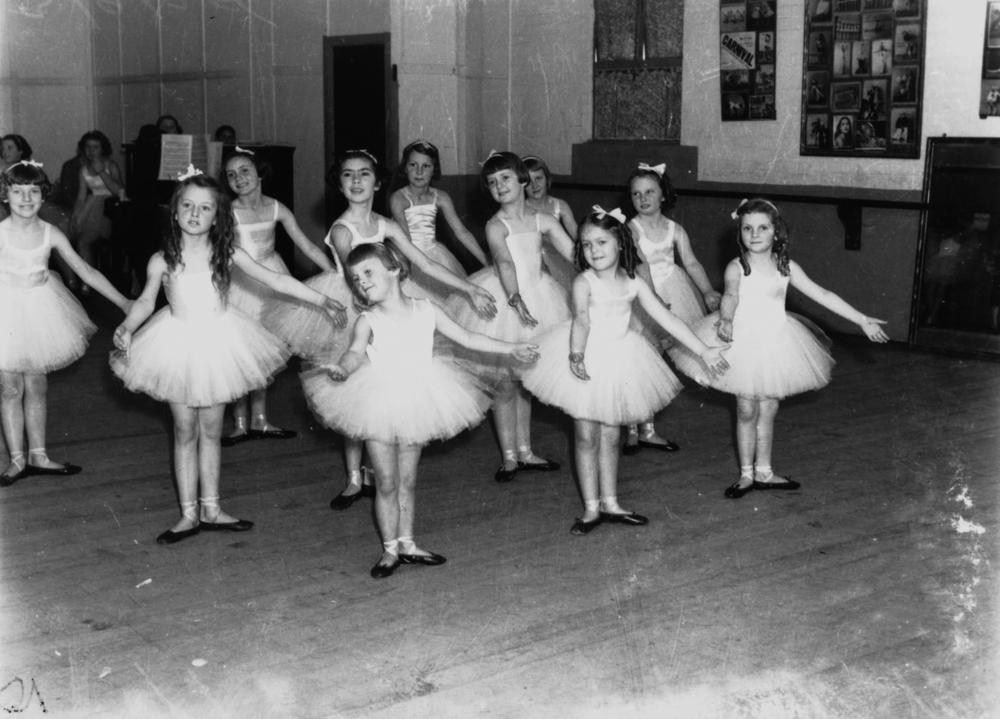
Allieve più giovani durante l'esame di ammissione (1938)

#### Livelli per età
La RAD prevede un'età minima per la partecipazione all'esame di ogni livello:
- Pre-Primary & Primary: 5 anni
- Gradi 1-5: 7 anni
- Gradi 6-8: 11 anni

### Esami Vocational
Il Vocational Graded Syllabus è progettato principalmente per ragazzi più grandi o giovani adulti che stanno prendendo in considerazione una carriera nella danza professionale, come danzatore, insegnante o in un'altra veste. Il programma professionale è tecnicamente impegnativo e comprende solo tecnica classica e lavoro sulle punte. Gli studenti che scelgono di studiare questa serie di livelli devono essere competenti nei fondamenti della tecnica del balletto e del vocabolario del movimento.
A differenza dei livelli Gradi, alcuni livelli sono propedeutici per passare ai livelli successivi. Come per i livelli Gradi, i candidati idonei ricevono un certificato personalizzato con il loro nome e il livello superato e un rapporto esplicativo.
Gli studenti che studiano il programma professionale devono raggiungere un alto livello di abilità tecnica e artistica nel balletto.

#### Livelli per età
La RAD prevede un'età minima per la partecipazione all'esame di ogni livello. Alcuni livelli possono essere sostenuti solamente dopo avere superato un livello precedente:
- Intermediate Foundation: 11 anni
- Intermediate: 12 anni
- Advanced Foundation: 13 anni (indispensabile aver prima superato Intermediate)
- Advanced 1: 14 anni (indispensabile aver prima superato Intermediate)
- Advanced 2: 15 anni (indispensabile aver prima superato Advanced 1)
- Solo Seal Award: indispensabile aver superato l'esame di Advanced 2 con la votazione minima di Distinction

## L'Accademia oggi
La Royal Academy of Dance è una tra le maggiori organizzazioni nel mondo per la formazione di allievi ed insegnanti, con oltre 15.000 membri in 82 stati. È autorizzata al rilascio di attestati, certificati e diplomi di studio. Nel 2001, la Royal Academy of Dance è stata ufficialmente riconosciuta quale organo preposto per offrire qualifiche generali, professionali ed occupazionali nel campo della danza.
Gli insegnanti iscritti all'albo sono 6.500, mentre ogni anno oltre 200.000 allievi sono esaminati per l'amissione. Gli iscritti ai corsi per insegnanti, sia a tempo pieno che a tempo parziale, sono attualmente circa 400.